# Marathon de Séville
Le marathon de Séville est une course de marathon se déroulant tous les ans, en février, dans les rues de Séville, en Espagne. L'épreuve fait partie en 2018 du circuit international des World Athletics Label Road Races, dans la catégorie des « Labels d'or ».

## Palmarès
| Année | Vainqueur hommes            | Temps         | Vainqueur femmes                | Temps         |
| ----- | --------------------------- | ------------- | ------------------------------- | ------------- |
| 2025  | Selemon Barega (ETH)        | 2 h 05 min 15 | Anchinalu Dessie Genaneh (ETH)  | 2 h 22 min 17 |
| 2024  | Deresa Geleta Ulfata (ETH)  | 2 h 03 min 27 | Azmera Gebru Hagos (ETH)        | 2 h 22 min 13 |
| 2023  | Gadisa Shumie (ETH)         | 2 h 04 min 59 | Jackline Chelal (KEN)           | 2 h 20 min 29 |
| 2022  | Asrar Abderehman (ETH)      | 2 h 04 min 42 | Alemu Megertu (ETH)             | 2 h 18 min 52 |
| 2020  | Ayenew Gebre (ETH)          | 2 h 04 min 46 | Juliet Chekwel (UGA)            | 2 h 23 min 13 |
| 2019  | Ayana Tsedat (ETH)          | 2 h 06 min 36 | Gutemi Shone (ETH)              | 2 h 24 min 29 |
| 2018  | Dickson Tuwei (KEN)         | 2 h 08 min 18 | Kaoutar Boulaid (MAR)           | 2 h 25 min 32 |
| 2017  | Titus Ekiru (KEN)           | 2 h 07 min 42 | Paula González (ESP)            | 2 h 28 min 54 |
| 2016  | Cosmas Lagat (KEN)          | 2 h 08 min 14 | Paula González (ESP)            | 2 h 31 min 18 |
| 2015  | Lawrence Cherono (KEN)      | 2 h 09 min 39 | Filomena Costa (POR)            | 2 h 28 min 00 |
| 2014  | Cosmas Lagat (KEN)          | 2 h 08 min 33 | Pamela Rotich (KEN)             | 2 h 35 min 43 |
| 2013  | Solomon Busendich (KEN)     | 2 h 10 min 13 | Ehite Bizuayehu (ETH)           | 2 h 29 min 52 |
| 2012  | Mohamed Bilal (MAR)         | 2 h 13 min 41 | Jill Hodgins (IRL)              | 2 h 46 min 40 |
| 2011  | Daniel Abera (ETH)          | 2 h 09 min 53 | Alemnesh Eshetu (ETH)           | 2 h 33 min 26 |
| 2010  | Philipp Biwott (KEN)        | 2 h 10 min 39 | Desta Girma (ETH)               | 2 h 34 min 53 |
| 2009  | Hailu Dogaga (ETH)          | 2 h 10 min 31 | Marisa Barros (POR)             | 2 h 26 min 03 |
| 2008  | Samson Bungei (KEN)         | 2 h 10 min 52 | Ana Dias (POR)                  | 2 h 29 min 22 |
| 2007  | Sylvester Chebii (KEN)      | 2 h 15 min 16 | Faustina-María Ramos (ESP)      | 2 h 45 min 34 |
| 2006  | Christopher Kipkoech (KEN)  | 2 h 19 min 12 | Faustina-María Ramos (ESP)      | 2 h 40 min 20 |
| 2005  | Noah Serem (KEN)            | 2 h 22 min 15 | Liliya Yadzhak (RUS)            | 2 h 45 min 18 |
| 2004  | Nelson Lebo (KEN)           | 2 h 11 min 13 | Julia Myatt (GBR)               | 2 h 46 min 48 |
| 2003  | Onesmus Mutisya (KEN)       | 2 h 17 min 24 | Beatriz Ros (ESP)               | 2 h 31 min 09 |
| 2002  | William Musyoki (KEN)       | 2 h 16 min 22 | Faustina-María Ramos (ESP)      | 2 h 36 min 13 |
| 2001  | José Rey (ESP)              | 2 h 10 min 49 | Faustina-María Ramos (ESP)      | 2 h 34 min 41 |
| 2000  | Alexandr Krestyaninov (RUS) | 2 h 16 min 52 | Irina Suvorova (RUS)            | 2 h 33 min 48 |
| 1999  | John Mutai (KEN)            | 2 h 16 min 35 | Marie Söderström-Lundberg (SWE) | 2 h 35 min 21 |
| 1998  | Nicolas Kioko (KEN)         | 2 h 13 min 01 | Anfisa Kosacheva (RUS)          | 2 h 41 min 25 |
| 1997  | Agustín Molina (ESP)        | 2 h 17 min 43 | Anfisa Kosacheva (RUS)          | 2 h 41 min 18 |
| 1996  | Jorge Juan Sempere (ESP)    | 2 h 16 min 35 | María Luisa Muñoz (ESP)         | 2 h 28 min 59 |
| 1995  | Diego García (ESP)          | 2 h 11 min 21 | Alzira Lário (POR)              | 2 h 47 min 04 |
| 1994  | José Apalanza (ESP)         | 2 h 16 min 09 | Ana Isabel Alonso (ESP)         | 2 h 33 min 18 |
| 1993  | Vicente Antón (ESP)         | 2 h 14 min 37 | Karen MacLeod (GBR)             | 2 h 34 min 30 |
| 1992  | Miguel Ríos (ESP)           | 2 h 15 min 31 | Christine Van Put (BEL)         | 2 h 40 min 46 |
| 1991  | Laurenio Bezerra (BRA)      | 2 h 11 min 56 | Sarah Davis (USA)               | 2 h 56 min 45 |
| 1990  | Luis Adsuara (ESP)          | 2 h 15 min 01 | Marina Prat (ESP)               | 2 h 38 min 14 |
| 1989  | Suleiman Nyambui (TAN)      | 2 h 16 min 59 | Consuelo Alonso (ESP)           | 2 h 51 min 33 |
| 1988  | Pavel Klimeš (TCH)          | 2 h 12 min 59 | Wendy Harris (USA)              | 3 h 03 min 07 |
| 1987  | Vicente Antón (ESP)         | 2 h 12 min 56 | María Luisa Irízar (ESP)        | 2 h 42 min 08 |
| 1986  | Vicente Antón (ESP)         | 2 h 14 min 40 | Carmen Mingorance (ESP)         | 2 h 57 min 38 |
| 1985  | Francisco Medina (ESP)      | 2 h 21 min 23 | Wendy Harris (USA)              | 3 h 12 min 09 |

 Record de l'épreuve

## Caractéristiques
Ce marathon est le plus plat d’Europe, avec un parcours au niveau de la mer et protégé du vent, ce qui le rend propice aux records. Si cette épreuve, comme bien d'autres courses équivalentes, est dominée dans les années 2010 par les athlètes de l'Afrique de l'Est, elle est aussi un terrain de réussite pour les athlètes français, avec son tracé propice aux records et sa position dans l'agenda déterminante pour se qualifier pour la même épreuve des jeux olympiques d'été.
Ainsi, en 2019, Hassan Chahdi y bat son record personnel sur marathon et s'y qualifie pour les Jeux olympiques de Tokyo, et en 2024, Morhad Amdouni et Méline Rollin. Morhad Amdouni arrive deuxième chez les hommes, en 2 h 03 min 47 s, et  Méline Rollin réalise le septième temps chez les femmes, en 2 h 24 min 22 s, les deux réalisant à cette occasion  un nouveau record de France du marathon. Morhad Amdouni s'y qualifie pour les Jeux olympiques d'été de 2024 à Paris (où il sera forfait pour blessure). Un hommage est également rendu en 2024 au Kényan Kelvin Kiptum, recordman du monde de l’épreuve, mort avec son entraîneur dans un accident de voiture, six jours avant l'épreuve sportive.